# Lactilação de lisina
A lactilação de lisina (Kla) é uma modificação pós-traducional na qual um grupo lactil (derivado do lactato) é adicionado covalentemente ao grupo amino ε da cadeia lateral da lisina em proteínas. Trata-se de um novo marcador epigenético capaz de regular a transcrição gênica: Zhang et al. (2019) descreveram a lactilação de lisina em histonas, mostrando que esse sinal “estimula diretamente” a expressão de genes em cromatina. Em análises por espectrometria de massas, observou-se um acréscimo de massa de ~72 Da em lisinas de histonas, consistente com a adição de um grupo lactil.

## Histórico da descoberta
A lactilação foi identificada pela primeira vez em 2019 por Yingming Zhao e colaboradores. Eles utilizaram cromatina reconstituída e espectrometria de massas em células humanas e murinas para descobrir 26 sítios de lactilação em histonas de células humanas MCF-7 e 16 em macrófagos murinos. Esses experimentos também demonstraram que a lactilação de histonas podia derivar do próprio lactato celular: cultura de células com lactato marcado isotopicamente confirmou que o lactato dá origem ao grupo lactil na lisina.
Além da modificação de histonas, a lactilação também ocorre em proteínas não-histonas. Por exemplo, Gaffney et al. (2020) demonstraram que, in vitro, o metabólito reativo S‑D‑lactilglutationa (LGSH), gerado pela via glicoxalase a partir do metilglioxal, pode transferir espontaneamente grupos lactil para resíduos de lisina em proteínas, sem necessidade de enzimas — mecanismo confirmado por meio de incubação de histona H4 com LGSH. Essa via não-enzimática representa um elo entre o metabolismo de aldeídos reativos derivados da glicólise e a modificação funcional de proteínas não-histonas. Essas descobertas são reconhecidas em revisões atuais sobre lactilação, que destacam tanto os mecanismos enzimáticos quanto os não enzimáticos dessa modificação.

## Mecanismos enzimáticos
A lactilação de lisina é mediada principalmente por enzimas “writers” do tipo acetiltransferase. A enzima p300 (e presumivelmente seu homólogo CBP) atua como um writer de lactilação: em ensaios in vitro, p300 utiliza lactil-CoA (sintetizado quimicamente) para adicionar grupos lactil em histonas. Em células, deleção ou inibição de p300 reduz consistentemente os níveis de Kla nas histonas. Outros acetiltransferases também podem lactilar proteínas não-histonas: por exemplo, em Escherichia coli a proteína YiaC foi identificada como lactiltransferase, adicionando lactato a lisinas de proteínas bacterianas. Da mesma forma, em mamíferos complexos de acetiltransferases como KAT8 podem catalisar lactilação de proteínas (por exemplo, eEF1A2), afetando processos celulares como elongação.
Quanto aos erasers da lactilação, ensaios bioquímicos mostraram que histona deacetilases (HDACs) removem grupos lactil de lisinas. Em particular, as HDACs de classe I (HDAC1–3) e as sirtuínas (classe III, SIRT1–3) exibem atividade de-delactilação. Zhang et al. (2025) confirmaram que HDAC1 e HDAC3 reduzem os níveis de lactilação em H4K5 in vitro. SIRT2 também foi apontada como capaz de delactilar proteínas. Assim, a regulação dinâmica da lactilação envolve acetiltransferases (como p300/CBP) que escrevem o sinal e HDACs/SIRT que apagam o sinal.

## Locais de ocorrência
Inicialmente descrita em histonas, a Kla tem sido encontrada principalmente nas histonas centrais H3 e H4. Zhang et al. identificaram sítios em H3 e H4 (ex.: H3K18la, H3K23la, H4K5la, H4K8la), totalizando 26 sítios em histonas humanas e 16 em murinas. A lactilação está presente tanto em células somáticas quanto em organismos diversos: estudos posteriores detectaram até 16 sítios em histonas de protozoários (como T. brucei) e várias dezenas em fungos e plantas, sugerindo conservação ampla deste PTM.
Além das histonas, centenas de proteínas não-histonas sofrem lactilação. Por exemplo, Gaffney et al. catalogaram 350 proteínas lactiladas em células HEK293T, muitas ligadas à glicólise e metabolismo de carbono. Outras pesquisas encontraram 63 proteínas lactiladas em cérebro de camundongos, dezenas em leveduras e centenas em plantas em desenvolvimento. As proteínas modificadas incluem enzimas metabólicas, fatores de transcrição, proteínas ribossomais, chaperonas e outras, localizando-se no núcleo, citoplasma, mitocôndrias, retículo endoplasmático e membranas celulares. Em bactérias, o escritor YiaC (acima) gera lactilação generalizada em proteínas in vitro, ilustrando que a Klatt também ocorre fora do contexto eucariótico.

## Funções Biológicas
A Kla funciona como sinal epigenético que conecta metabolismo energético à expressão gênica. Em histonas, a adição de grupos lactil relaxa a cromatina e estimula a transcrição de genes específicos. Em modelos de infecção ou hipóxia, níveis elevados de lactato intracelular levam ao acúmulo lento de lactilação em histonas (com cinética tardia ~24h). Nos macrófagos ativados (modelo M1), a histona lactilada se acumula na fase tardia da resposta inflamatória, promovendo a expressão de genes anti-inflamatórios ou de reparo tecidual (como Arg1, ligado a wound healing) sem afetar inicialmente os genes pró-inflamatórios. Esse mecanismo foi descrito como um “relógio de lactato” que induz uma transcrição regenerativa após o pico inflamatório. Assim, a lactilação ajuda a encerrar a resposta inflamatória e iniciar programas homeostáticos em macrófagos e possivelmente outras células imunológicas. 
Outras funções sugeridas envolvem retroalimentação metabólica: Gaffney et al. mostraram que lactilação não enzimática de enzimas glicolíticas pode inibir sua atividade, ajustando negativamente a via glicolítica sob excesso de glicose. Lactilação de fatores reguladores (ex. proteínas de sinalização e reguladores de transcrição) também pode afetar processos como proliferação e diferenciação celular. Por exemplo, lactilação de METTL3 (metiltransferase de RNA) aumenta sua interação com RNA metilado, vinculando a modificação a regulação de epitranscrição. No geral, a Kla representa um elo entre o acúmulo de lactato e mudanças transcricionais e funcionais que sustentam adaptações metabólicas e imunológicas.

## Implicações em doenças
Níveis anormais de lactato em vários contextos patológicos sugerem papel da lactilação em doenças. Em inflamações crônicas ou infecções, o acúmulo de lactato nos tecidos pode acelerar a epigenética resolutiva pelos mecanismos acima, modulando a função de macrófagos e outros leucócitos (possivelmente influenciando septicemia e desregulação imune). No câncer, o Warburg effect leva a altos níveis de lactato nos tumores; estudos recentes mostram que a lactilação de histonas pode promover características malignas. Por exemplo, Wei et al. (2024) demonstraram em carcinoma endometrial que a lactilação global estava aumentada e, quando inibida (via 2-DG ou oxamate), causava redução da proliferação tumoral e aumento de apoptose. Mecanisticamente, eles acharam que histonas lactiladas ativam a expressão de USP39, que por sua vez estabiliza PGK1 e ativa a via PI3K/AKT/HIF-1α, promovendo o metabolismo glicolítico tumoral. Assim, a lactilação está associada à progressão de certos cânceres, e seu bloqueio inibe a agressividade tumoral. Em outras neoplasias (e em células imunes do microambiente tumoral), níveis elevados de H3K18la ou H4K8la foram correlacionados a pior prognóstico ou maior resistência ao estresse hipóxico, embora os mecanismos específicos variem por tipo celular.
De forma geral, como observado em macrófagos, a lactilação pode funcionar em doenças inflamatórias e cancerosas como um sensor do metabolismo energético, ajustando vias de reparo ou proliferativas dependendo do contexto. Essas descobertas sugerem que a modulação de Kla – por exemplo, inibindo p300 ou modulando lactato intracelular – pode ter potenciais terapêuticos em patologias associadas ao metabolismo alterado.